# Liga Leumit 1953-1954 (pallacanestro)
La Liga Leumit 1953-1954 è stata la 1ª edizione del massimo campionato israeliano di pallacanestro maschile. La vittoria finale è stata ad appannaggio del Maccabi Tel Aviv.

## Risultati

### Stagione regolare
|    | Squadra               | G  | V  | P  | PF  | PS  | PF/PS | Pt |
| -- | --------------------- | -- | -- | -- | --- | --- | ----- | -- |
| 1. | Maccabi Tel Aviv      | 14 | 13 | 1  | 661 | 407 | +254  | 27 |
| 2. | Hapoel Holon          | 14 | 11 | 3  | 668 | 520 | +148  | 25 |
| 3. | Hapoel Tel Aviv       | 14 | 10 | 4  | 663 | 520 | +103  | 24 |
| 4. | Hapoel Ma'ayan Baruch | 14 | 8  | 6  | 579 | 610 | -31   | 22 |
| 5. | Hapoel Geva           | 14 | 6  | 8  | 485 | 538 | -53   | 20 |
| 6. | Mac. Darom Tel Aviv   | 14 | 5  | 9  | 537 | 560 | -157  | 19 |
| 7. | Maccabi Haifa         | 14 | 1  | 13 | 515 | 672 | -157  | 15 |
| 8. | Mac. Tzafon Tel Aviv  | 14 | 1  | 13 | 381 | 622 | -241  | 15 |

| Liga Leumit 1953-1954      |
| -------------------------- |
| Maccabi Tel Aviv 1º titolo |

## Squadra vincitrice
|   | Naz.                                           | Ruolo | Sportivo         | Anno | Alt. |  |  |
| - | ---------------------------------------------- | ----- | ---------------- | ---- | ---- |  |  |
| 1 | Israele (bandiera)                             | C     | Abraham Shneior  | 1928 | 186  |  |  |
| 2 | Israele (bandiera)                             |       | Albert Pesech    |      |      |  |  |
| 3 | Israele (bandiera)                             |       | Gideon Birenboim |      |      |  |  |
| 4 | Israele (bandiera)                             | C     | Zacharia Ofri    | 1932 | 191  |  |  |
| 5 | Israele (bandiera)                             | PG    | Yehuda Wiener    | 1930 | 178  |  |  |
| 6 | Israele (bandiera)                             |       | Menahem Korman   | 1927 |      |  |  |
| 7 | Germania Ovest (bandiera) · Israele (bandiera) | PG    | Ralph Klein      | 1931 | 186  |  |  |
|   | Israele (bandiera)                             | ALL   | Yehoshua Rozin   |      |      |  |  |